# Genista halacsyi
Genista halacsyi là một loài thực vật có hoa trong họ Đậu. Loài này được Heldr. miêu tả khoa học đầu tiên.